# O Gralha
O Gralha  é um super-herói das histórias em quadrinhos brasileiro. Surgiu pela primeira vez em outubro de 1997 em uma edição especial da revista Metal Pesado em comemoração aos 15 anos da Gibiteca de Curitiba. Sua criação é atribuída de forma coletiva a todos os quadrinistas que participaram da edição: Gian Danton, Alessandro Dutra, José Aguiar, Antônio Éder, Luciano Lagares, Tako X, Edson Kohatsu, Augusto Freitas e Nilson Müller. O alter ego do super-herói é Gustavo Gomes, um vestibulando de Curitiba que se transforma no Gralha quando surge algum perigo. As histórias fazem referências a características curitibanas (a gralha-azul, animal que inspirou o nome e o uniforme do herói, é o símbolo da cidade, por exemplo). Entre seus inimigos estão Craniano, Araucária e Homem-Lambrequim, cujos nomes e poderes também remetem a características e símbolos de Curitiba.

## Histórico
O personagem foi lançado em 1outubro de 1997 na edição especial da revista Metal Pesado em comemoração aos 15 anos da Gibiteca de Curitiba, criado por Gian Danton, Alessandro Dutra, José Aguiar, Antônio Éder, Luciano Lagares, Tako X, Edson Kohatsu, Augusto Freitas e Nilson Müller como um personagem para simboliza a cidade de Curitiba. Os autores afirmaram que personagem havia sido inspirado no Capitão Gralha, um super-herói curitibano lançado nos anos 1940 criado por Francisco Iwerten, um autor local que teria conhecido Bob Kane, o cocriador do Batman, Iwerten foi criado pelos autores como uma piada e o Capitão Gralha como um pastiche dos super-heróis da chamada Era de ouro das histórias em quadrinhos americanas. Contudo, com o tempo, diversas pessoas passaram a acreditar que a história fosse real, mesmo não havendo nenhuma outra referência a esse artista antes da publicação do herói. Em 2007, Iwerten chegou a ser premiado in memoriam pelo Prêmio Angelo Agostini como Mestre do Quadrinho Nacional. A história da existência de Francisco Iwerten só foi desmentida oficialmente no posfácio do segundo álbum do personagem, lançado em setembro de 2014. Após isso, em 27 de fevereiro de 2015, a AQC-ESP publicou uma nota oficial em seu blog se retratando sobre ter colocado Iwerten na relação de premiados in memoriam como "mestre do quadrinho nacional" e se desculpando por não terem feito uma pesquisa mais aprofundada sobre a real existência dele. Após isso, Iwerten deixou de figurar na relação de premiados desta categoria.
De 1998 a 2000, o personagem ganhou uma página semanal no jornal Gazeta do Povo e, em 2001, teve um álbum em quadrinhos com diversas histórias publicado pela editora Via Lettera (esse álbum ganhou o 14º Troféu HQ Mix na categoria "melhor álbum de ficção").  Em 2005, teve uma história publicada na Revista Wizard da Panini Comics. Em 2006, teve webcomics publicadas em um site oficial. Em 2014, foi lançado o álbum em quadrinhos O Gralha - Tão Banal Quanto Original, publicado pela editora Quadrinhópole, com histórias inéditas. Neste livro, foi também explicitada pela primeira vez de forma clara que o personagem foi uma criação coletiva, pois em sua primeira aparição, foi dito que ele teria sido inspirado em um personagem de quadrinhos dos anos 1940 chamado Capitão Gralha, criado por Francisco Iwerten. Apesar de falsa, a história (criada apenas por brincadeira) foi por muito tempo considerada real, tanto que Iwerten chegou a ganhar o título de mestre do quadrinho nacional in memoriam do Prêmio Angelo Agostini em 2006 (fato retratado pelos organizadores do prêmio quando do esclarecimento deste fato). Em 2015, a editora Quadrinhópole mais uma vez publicou um livro com HQs inéditas do personagem, chamado O Gralha - Artbook, que ganhou o Troféu HQ Mix de 2016 na categoria melhor publicação independente de grupo.
Após a revelação, o Capitão Gralha e seus personagens passaram a aparecer nas histórias do Gralha.
Em 1.º de abril (dia da mentira) de 2016, a editora Quadrinhópole lança o álbum As Histórias Perdidas do Capitão Gralha, roteirizadas por Leonardo Melo, Gian Danton, JJ Marreiro e Antonio Eder e ilustradas por JJ Marreiro, Rui Silveira, Daniel Mallzhen, Edson Kohatsu, Mozart Couto, Giuliano Peratelli, Adauto Silva, Antonio Eder e Márcio Freire. No mesmo ano, publica Francisco Iwerten – biografia de uma lenda, escrito por Antonio Eder e Gian Danton.
Em 2018, foi lançado o álbum O Gralha - O herói, o pinhão, o louco e a morte.

## Biografia
Gustavo Gomes éum jovem de uma Curitiba de um futuro próximo, ele é neto de Alfredo Gomes, um corretor de imóveis de Curitiba, alter-ego do Capitão Gralha, que na realidade era uma alienígena humanoide alado do planeta Byrdfhom, ele viaja para a Terra após seu planeta natal ser dominado por Thagos, o usurpador. Seu pai, Guilherme Gomes foi o segundo a usar o nome Capitão Gralha e tal como o pai, possuia asas.

## Poderes e habilidades
O Gralha ativa seus poderes através das gemas do poder, desenvolvidas pelo seu avô através da tecnologia originária do planeta Byrdfhom que lhe concedem a habilidade voar, além de superforça, ventriloquismo, além de um grito capaz de destruir objetos, sugestão mental, visão aguçada e resistência.

## Outras mídias

### Filmes
- Em 2002, foi lançado o curta-metragem em live-action O Gralha - O Ovo ou a Galinha, escrito e dirigido por Tako X e estrelado pelo também cartunista Edu Jr. Moreira, o filme foi premiado com o troféu Ruy Guerra de Melhor Filme - Voto Popular no VII Festival de Cinema, Vídeo e DCine de Curitiba, em 2003.[26]
- Em 2004, é lançado o curta O Gralha e o Oil Man - Um Encontro Explosivo, o final do filme conta com um trailler para um terceiro curta intitulado O Gralha: O Mito, mas nada foi lançado até o momento.[26]
- O terceiro curta-metragem é em animação: O Gralha em A disputa.[27]

### Teatro
Em 2005, foi lançada a peça de teatro O Gralha: Curitiba, Cidade do Pecado, escrita e dirigida por Edson Bueno.